# オットー・マルセウス・ファン・スリーク
オットー・マルセウス・ファン・スリーク（Otto Marseus van Schrieck, 1619年頃？ – 1678年6月22日埋葬）は、オランダの画家。ファン・スリークの作品の多くは森に自生している植物を描いたもので、地面の部分にトカゲ等の爬虫類が、葉や枝には昆虫が描かれている。

## 生涯
ナイメーヘンで生まれた。兄に風景画家のエーフェルト・マルセウス・ファン・スリーク(Evert Marseus van Schrieck: c.1614-1681)がいる。1648年から1657年の間をマティアス・ウィトゥースやウィレム・ファン・アールストと共にローマとフィレンツェで過ごし、その後アムステルダムに落ち着いた。18世紀初めに画家の伝記を出版したアルノルト・ホウブラーケンによれば、ファン・スリークはイタリアの旅の途中でパリを訪れたとし、1659年にはイギリスも旅したとしている。
ファン・スリークは特に森に生えている植物と動物を描いた作品で知られていて、ホウブラーケンによると、ローマ滞在時にはsnuffelaerもしくは"sniffer"というあだ名で呼ばれたが、それは彼がいつも変った爬虫類や植物を探しまわって（sniffing）いたからだという。また、ファン・スリークの妻は、彼がヘビやトカゲを家の裏の納屋で飼っていて、また郊外にもそのための土地を持っていたと語っている。

## ギャラリー

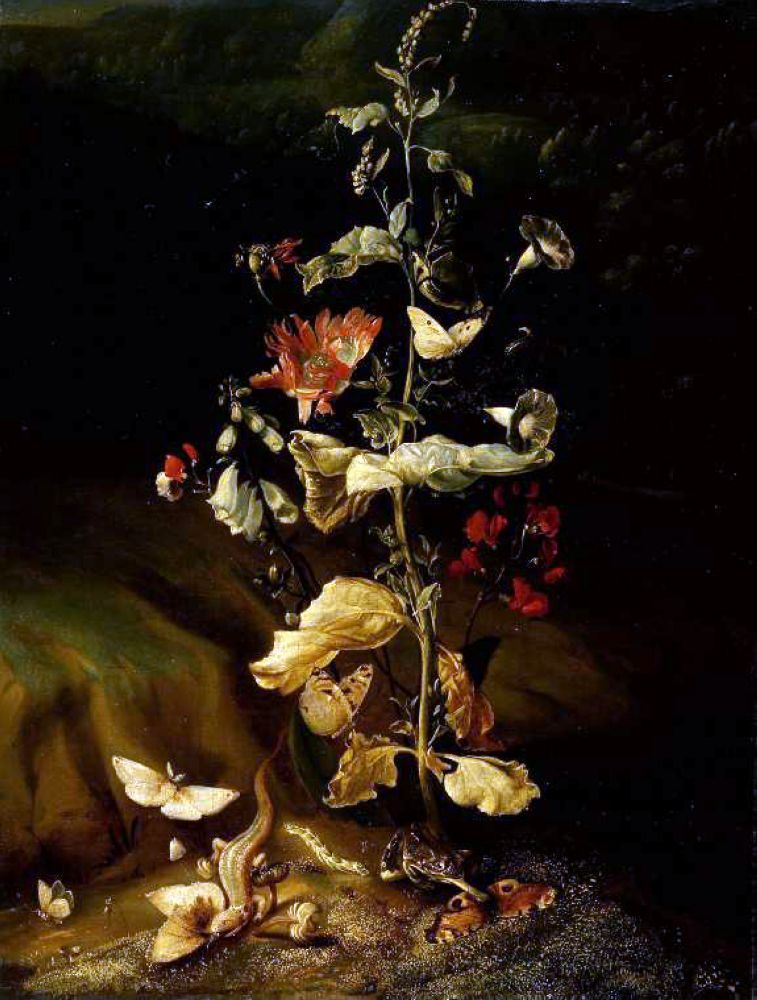
『花』(1650-1678年頃)フィッツウィリアム美術館
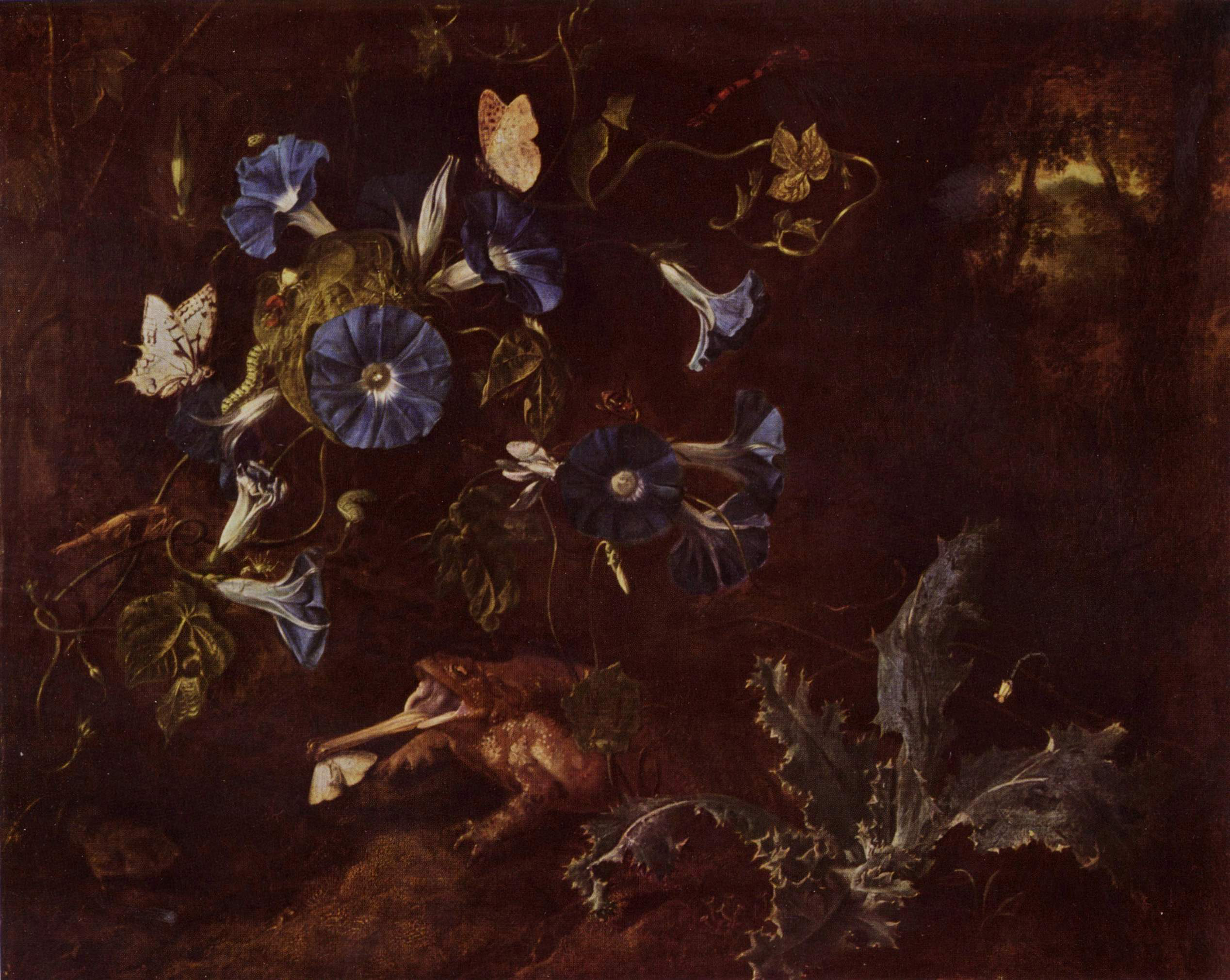
『朝顔とヒキガエル、昆虫』(1660)
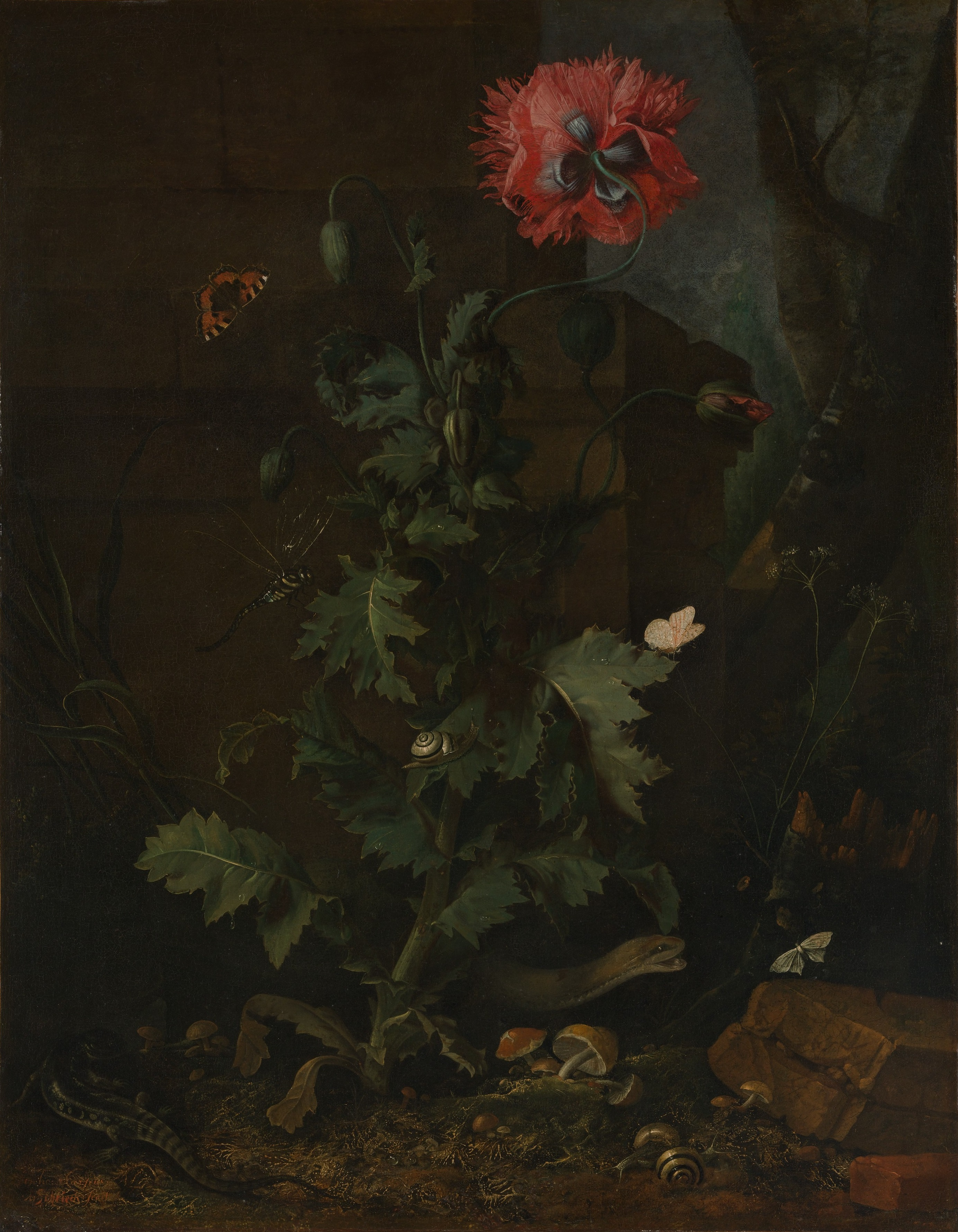
『ケシの花、昆虫、爬虫類』(1670年頃)

## 参照
1. ↑  Otto Marcelis biography in De groote schouburgh der Nederlantsche konstschilders en schilderessen (1718) by Arnold Houbraken, courtesy of the w:Digital library for Dutch literature